# Ampelopsin
Ampelopsin, también conocido como dihidromiricetina , es un flavanonol, un tipo de flavonoide. Se puede encontrar en Cedrus deodara o en el árbol japonés Hovenia dulcis. también puede encontrarse en Erythrophleum africanum.
El compuesto químico se acredita con efectos hepatoprotectores observados en los roedores. El uso de especies de Hovenia en la medicina tradicional china como una cura para la resaca ha llevado a investigar el potencial de acción de la dihidromiricetina para contrarrestar los efectos del alcohol en el cerebro.